# 红克罗地亚
红克罗地亚（拉丁語： Croatia Rubea）是一個历史區域，指的是罗马帝国达尔马提亚行省的东南部分以及其他一些领地，範圍包括今日的黑山、阿尔巴尼亚、波黑的黑塞哥维那地区以及亚得里亚海沿岸地區。红克罗地亚這一稱呼最早见于《杜克利亚神父编年史》（Chronicle of the Priest of Duklja）。